# IC 1140
IC 1140 — галактика типу *3 (потрійна зірка) у сузір'ї Змія.
Цей об'єкт міститься в оригінальній редакції індексного каталогу.